# Enn Sellik
Enn Sellik (* 10. Dezember 1954 in Iisaku) ist ein ehemaliger estnischer Langstreckenläufer, der für die Sowjetunion startete.
Über 5000 Meter gewann er bei den Junioreneuropameisterschaften 1973 in Duisburg Silber und wurde Zweiter beim Leichtathletik-Europacup 1975 in Nizza.
1976 wurde er bei den Crosslauf-Weltmeisterschaften in Chepstow Sechster und bei den Olympischen Spielen in Montreal Elfter über 5000 Meter.
1977 wurde er bei den Crosslauf-Weltmeisterschaften in Düsseldorf Zehnter und gewann mit der sowjetischen Mannschaft Bronze. Über 5000 Meter wurde er beim Europacup in Helsinki erneut Zweiter und siegte bei der Universiade.
Im Jahr darauf wurde er Neunter bei den Crosslauf-Weltmeisterschaften 1978 in Glasgow. Bei den Europameisterschaften in Prag wurde er jeweils Achter über 5000 Meter und 10.000 Meter.
Bei den Crosslauf-Weltmeisterschaften 1979 in Limerick kam er auf Platz 38 und holte mit der sowjetischen Mannschaft erneut Bronze.
1980 belegte er bei den Crosslauf-Weltmeisterschaften in Paris den 33. Rang. Bei den Olympischen Spielen in Moskau wurde er Achter über 10.000 Meter und schied über 5000 Meter im Vorlauf aus.
Bei den Crosslauf-Weltmeisterschaften 1982 in Rom gewann er mit einem 45. Platz seine dritte Bronzemedaille in der Mannschaftswertung.
1975 und 1976 wurde er Sowjetischer Meister über 10.000 Meter.

## Persönliche Bestzeiten
- 5000 m: 13:17,2 min, 28. Juni 1976, Podolsk (estnischer Rekord)
- 10.000 m: 27:40,61 min, 29. August 1978, Prag (estnischer Rekord)